# Giovanni Maria Visconti Venosta
Giovanni Maria Visconti Venosta (Milano, 11 luglio 1887 – Berna, 14 novembre 1947) è stato un diplomatico, politico e nobile italiano.

## Biografia
Figlio di Emilio Visconti Venosta - diplomatico e politico italiano, più volte ministro degli esteri, senatore del Regno d'Italia - e di Luisa Alfieri di Sostegno (1852-1920), pronipote di Camillo Benso, conte di Cavour, fu l’ultimo dei discendenti Benso ad avere il diritto a fregiarsi del titolo di marchese, concesso la prima volta nel 1649 a Michele Antonio Benso da Carlo Emanuele II di Savoia contro un pagamento di 20.000 lire d'argento.
Ereditò alla morte dei fratelli (Paola, Carlo, Francesco, Enrico) tutti i titoli della famiglia: marchese di Cavour, marchese di Breglio, marchese di Sostegno, marchese di Ca' del Bosco, cavaliere d'onore e di devozione del Sovrano militare ordine di Malta, marchese di Avigliana, conte di Isolabella e signore di Valdichiesa. Nel 1904 conseguì il diploma al Liceo ginnasio “Massimo d’Azeglio” di Torino e nel 1909 la laurea all’Istituto di Scienze Sociali “Cesare Alfieri” di Firenze. 
Il 18 ottobre 1924, a Torino, sposò la marchesa Margherita Pallavicino Mossi (1898-1982), madrina della regina Paola del Belgio. Morì il 14 novembre 1947 a Berna, dove si era recato per un intervento piuttosto semplice al setto nasale. Per sua espressa volontà fu sepolto a Grosio, dove già riposavano il padre e la madre.

### Carriera politico-diplomatica
Nel 1906 fu al seguito del padre Emilio alla Conferenza internazionale di Algeciras e dal 1911 e al 1915 ricoprì diversi incarichi diplomatici (addetto di legazione, membro del gabinetto del sottosegretario agli esteri) e fu segretario di legazione all'Ambasciata italiana di Parigi quando, allo scoppio della prima guerra mondiale, si arruolò. Nel 1917, dopo la disfatta di Caporetto, fu nominato segretario del generale Armando Diaz - comandante supremo dell’esercito - con compiti di collegamento con il governo di Vittorio Emanuele Orlando.
Nelle stanze dello Stato maggiore strinse amicizia con Ferruccio Parri, successivo capo del governo dell’Italia liberata. Conobbe, inoltre, il colonnello Ugo Cavallero, responsabile dell’Ufficio operativo e il generale Pietro Badoglio, vice di Diaz. Decorato con la medaglia d’argento e quella di bronzo, la croce di guerra al valore militare fu congedato con il grado di capitano. Al termine della prima guerra mondiale, fu tra i fondatori dell’Opera nazionale combattenti. Nel 1920 fu collocato a riposo con il grado di primo segretario di legazione, tuttavia, nel 1921-1922, partecipò, in veste di segretario generale alla legazione italiana, alla conferenza per il disarmo di Washington e, ancora, alla conferenza di Genova e al trattato di Rapallo.

### I rapporti con il fascismo e il complotto contro Mussolini
Era monarchico ed in strettissimi rapporti con il principe ereditario Umberto II, che riponeva in lui grande fiducia, e di sua moglie, Maria Josè del Belgio. Rifiutò ogni rapporto con il fascismo, nonostante Mussolini lo avesse invitato a far parte del governo.. Dimostrò la sua volontà di opposizione al regime, quando, nel 1924 Insieme a Piero Calamandrei, Felice Casorati e Carlo Sforza fu tra i fondatori dell’Unione nazionale delle forze liberali e democratiche. Era membro del Consiglio di amministrazione della FIAT e, abitando a Roma, si occupava per conto del re delle relazioni internazionali con inglesi e americani.
Fu proprio il senatore Giovanni Agnelli, nel 1942, ad incaricare Visconti Venosta di prendere i contatti necessari per far cadere Mussolini. Visconti Venosta entrò così in contatto con l’amministratore della Banca commerciale italiana, Raffaele Mattioli, che tramite i servizi segreti degli Alleati, finanziava i partigiani e alcuni antifascisti, tra i quali Ugo La Malfa (repubblicano), Carlo Caracciolo (azionista), Franco Rodano (cattocomunista), il poeta Umberto Saba. Il 23 agosto 1943, il generale e politico Ugo Cavallero dettò al generale Giacomo Carboni un memoriale in cui affermava di essere convinto della necessità di far cadere il governo Mussolini e di insediare al suo posto un nuovo esecutivo guidato da Pietro Badoglio.
Nel testo coinvolgeva esplicitamente anche Giovanni Visconti Venosta, oltre al senatore Luigi Burgo, che aveva messo a disposizione cento milioni di lire per finanziare l'operazione. Nel documento infatti si leggeva: "[...] L’amico Visconti Venosta e io eravamo pienamente concordi nel ritenere che il governo non avrebbe dovuto essere affidato ad altri che al Maresciallo Badoglio. Per far pervenire questo nostro pensiero in alto loco, Visconti Venosta mi chiese se avrei potuto parlarne al Grande Ammiraglio. [...]". Dopo la firma dell'Armistizio di Cassibile, il 3 settembre 1943, alla notizia dell'avanzata di truppe tedesche dalla costa tirrenica verso Roma, temendo di essere arrestato, Visconti Venosta lasciò la capitale dirigendosi in Piemonte, nel Monferrato dove si rifugiò nella sua casa di famiglia, a San Martino Alfieri.

### Dopo la Seconda guerra mondiale
Fu sottosegretario agli Esteri del Governo Bonomi II a Salerno. Nel 1945 Alcide De Gasperi, suo grande amico e ministro degli Esteri del Governo Parri, lo incaricò di presiedere la commissione che doveva preparare le grandi conferenze internazionali di regolazione degli accordi di pace.Divenne presidente del Credito fondiario e, per diversi decenni, membro del consiglio di amministrazione della FIAT anche in virtù della sua vicinanza con il senatore Giovanni Agnelli.

### L'eredità
L’11 settembre 1943, nel castello di proprietà della famiglia, Giovanni Visconti Venosta scrisse il suo testamento. Da ultimo erede dei Cavour, fece dono al Comune di Torino del Castello di Santena, presso il quale riposano le sue spoglie e quelle di molti appartenenti al suo casato. Dopo la sua morte la moglie, istituì, in sua memoria, la Fondazione "Camillo Cavour" e il Centro di studi cavouriani. Nell'agosto del 1966 la zona del Castello di Grosio, donata ad un consorzio di enti locali, divenne parco archeologico in seguito alla scoperta di incisioni rupestri.
L’importante raccolta d’arte del suocero fu invece donata dalla vedova al Museo Poldi Pezzoli di Milano, mentre, nel 1982, la Villa Visconti Venosta, fu adibita a museo dal Comune di Grosio. Ad oggi, la dimora estiva, immersa in un ampio parco di 17.000 m², è una delle poche dimore nobiliari valtellinesi che conserva gli arredi originali della famiglia. A Giovanni Visconti Venosta è dedicata, dal 1953, la Scuola Media Statale di Grosio.